# Élections législatives de 1877 dans le Calvados
Les élections législatives de 1877 ont eu lieu les 14 et 28 octobre 1877.

## Députés élus
|   | Circonscription | Député sortant                  |  | Groupe parlementaire   | Député élu                       |  | Groupe parlementaire   |
| - | --------------- | ------------------------------- |  | ---------------------- | -------------------------------- |  | ---------------------- |
| 1 | Bayeux          | Lucien Pilet des Jardins        |  | Centre gauche          | Auguste Le Provost de Launay     |  | Appel au peuple        |
| 2 | Caen 1e         | Charles Houyvet                 |  | Centre gauche          | Raymond Leforestier de Vendeuvre |  | Droite                 |
| 3 | Caen 2re        | Albert Delacour                 |  | Centre constitutionnel | Louis Joret des Closières        |  | Appel au peuple        |
| 4 | Falaise         | François d'Harcourt             |  | Centre constitutionnel | François d'Harcourt              |  | Centre constitutionnel |
| 5 | Lisieux         | Pierre-Louis de Colbert-Laplace |  | Appel au peuple        | Pierre-Louis de Colbert-Laplace  |  | Appel au peuple        |
| 5 | Pont-l'Evêque   | Anatole Flandin                 |  | Appel au peuple        | Anatole Flandin                  |  | Appel au peuple        |
| 5 | Vire            | Arsène Picard                   |  | Centre gauche          | Jules Delafosse                  |  | Appel au peuple        |

## Résultats à l'échelle du département
| Partis         | Partis                     | Premier tour | Premier tour | Deuxième tour | Deuxième tour | Sièges |
| Partis         | Partis                     | Voix         | %            | Voix          | %             | Sièges |
| -------------- | -------------------------- | ------------ | ------------ | ------------- | ------------- | ------ |
|                | Bonapartistes              | 39 506       | 40,97        | 6 832         | 62,61         | 4      |
|                | Républicains conservateurs | 30 756       | 31,89        |               |               | 0      |
|                | Constitutionnels           | 11 151       | 11,56        | 1             |               |        |
|                | Légitimistes               | 6 609        | 6,85         | 2             |               |        |
|                | Républicains               | 4 811        | 4,99         | 0             |               |        |
|                | Républicains radicaux      | 3 488        | 3,62         | 4 042         | 37,04         | 0      |
|                | Divers                     | 109          | 0,11         | 38            | 0,35          | 0      |
|                |                            |              |              |               |               |        |
| Inscrits       | Inscrits                   | 120 708      | 100,00       | 15 767        | 100,00        | 7      |
| Votants        | Votants                    | 96 601       | 80,03        | 10 952        | 69,46         |        |
| Abstentions    | Abstentions                | 24 107       | 19,97        | 4 815         | 30,54         |        |
| Blancs et nuls | Blancs et nuls             | 171          | 0,18         | 40            | 0,37          |        |
| Exprimés       | Exprimés                   | 96 430       | 99,82        | 10 912        | 99,63         |        |

## Résultats par arrondissement

### Arrondissement de Bayeux
| Candidats      | Candidats                    | Étiquette,                 | Premier tour | Premier tour |
| Candidats      | Candidats                    | Étiquette,                 | Voix         | %            |
| -------------- | ---------------------------- | -------------------------- | ------------ | ------------ |
|                | Auguste Le Provost de Launay | Bonapartiste               | 9 894        | 65,20        |
|                | Lucien Pillet Desjardins     | Républicains conservateurs | 5 244        | 34,56        |
|                | Divers                       | Divers                     | 36           | 0,24         |
|                |                              |                            |              |              |
| Inscrits       | Inscrits                     | Inscrits                   | 19 435       | 100,00       |
| Votants        | Votants                      | Votants                    | 15 187       | 78,14        |
| Abstention     | Abstention                   | Abstention                 | 4 248        | 21,86        |
| Blancs et nuls | Blancs et nuls               | Blancs et nuls             | 13           | 0,09         |
| Exprimés       | Exprimés                     | Exprimés                   | 15 174       | 99,91        |

### Arrondissement de Caen

#### 1recirconscription
| Candidats      | Candidats                        | Étiquette,                 | Premier tour | Premier tour |
| Candidats      | Candidats                        | Étiquette,                 | Voix         | %            |
| -------------- | -------------------------------- | -------------------------- | ------------ | ------------ |
|                | Raymond Leforestier de Vendeuvre | Légitimiste                | 6 609        | 55,13        |
|                | Charles Houyvet                  | Républicains conservateurs | 5 372        | 44,81        |
|                | Divers                           | Divers                     | 8            | 0,07         |
|                |                                  |                            |              |              |
| Inscrits       | Inscrits                         | Inscrits                   | 14 579       | 100,00       |
| Votants        | Votants                          | Votants                    | 12 017       | 82,43        |
| Abstention     | Abstention                       | Abstention                 | 2 562        | 17,57        |
| Blancs et nuls | Blancs et nuls                   | Blancs et nuls             | 28           | 0,23         |
| Exprimés       | Exprimés                         | Exprimés                   | 11 989       | 99,77        |

#### 2ecirconscription
| Candidats      | Candidats                 | Étiquette,          | Premier tour | Premier tour | Deuxième tour | Deuxième tour |
| Candidats      | Candidats                 | Étiquette,          | Voix         | %            | Voix          | %             |
| -------------- | ------------------------- | ------------------- | ------------ | ------------ | ------------- | ------------- |
|                | Louis Joret des Closières | Bonapartiste diss.  | 4 962        | 41,62        | 6 832         | 62,61         |
|                | Émile Mauger              | Républicain radical | 3 488        | 29,25        | 4 042         | 37,04         |
|                | Albert Delacour           | Constitutionnel     | 3 447        | 28,91        |               |               |
|                | Divers                    | Divers              | 26           | 0,22         | 38            | 0,35          |
|                |                           |                     |              |              |               |               |
| Inscrits       | Inscrits                  | Inscrits            | 15 767       | 100,00       | 15 767        | 100,00        |
| Votants        | Votants                   | Votants             | 11 938       | 75,72        | 10 952        | 69,46         |
| Abstention     | Abstention                | Abstention          | 3 829        | 24,28        | 4 815         | 30,54         |
| Blancs et nuls | Blancs et nuls            | Blancs et nuls      | 15           | 0,13         | 40            | 0,37          |
| Exprimés       | Exprimés                  | Exprimés            | 11 923       | 99,87        | 10 912        | 99,63         |

### Arrondissement de Falaise
| Candidats      | Candidats           | Étiquette,      | Premier tour | Premier tour |
| Candidats      | Candidats           | Étiquette,      | Voix         | %            |
| -------------- | ------------------- | --------------- | ------------ | ------------ |
|                | François d'Harcourt | Constitutionnel | 7 704        | 61,49        |
|                | Alexandre Lavalley  | Républicain     | 4 811        | 38,40        |
|                | Divers              | Divers          | 14           |              |
|                |                     |                 |              |              |
| Inscrits       | Inscrits            | Inscrits        | 15 227       | 100,00       |
| Votants        | Votants             | Votants         | 12 547       | 82,40        |
| Abstention     | Abstention          | Abstention      | 2 680        | 17,40        |
| Blancs et nuls | Blancs et nuls      | Blancs et nuls  | 18           | 0,14         |
| Exprimés       | Exprimés            | Exprimés        | 12 529       | 99,86        |

### Arrondissement de Lisieux
| Candidats      | Candidats                       | Étiquette,                 | Premier tour | Premier tour |
| Candidats      | Candidats                       | Étiquette,                 | Voix         | %            |
| -------------- | ------------------------------- | -------------------------- | ------------ | ------------ |
|                | Pierre-Louis de Colbert-Laplace | Bonapartiste               | 8 898        | 59,83        |
|                | Georges Duchène-Fournet         | Républicains conservateurs | 5 966        | 40,12        |
|                | Divers                          | Divers                     | 7            | 0,05         |
|                |                                 |                            |              |              |
| Inscrits       | Inscrits                        | Inscrits                   | 18 676       | 100,00       |
| Votants        | Votants                         | Votants                    | 14 902       | 79,79        |
| Abstention     | Abstention                      | Abstention                 | 3 774        | 20,21        |
| Blancs et nuls | Blancs et nuls                  | Blancs et nuls             | 31           | 0,21         |
| Exprimés       | Exprimés                        | Exprimés                   | 14 871       | 99,79        |

### Arrondissement de Pont-l'Evêque
| Candidats      | Candidats             | Étiquette,                 | Premier tour | Premier tour |
| Candidats      | Candidats             | Étiquette,                 | Voix         | %            |
| -------------- | --------------------- | -------------------------- | ------------ | ------------ |
|                | Anatole Flandin       | Bonapartiste               | 7 250        | 55,60        |
|                | Paul Duchesne-Fournet | Républicains conservateurs | 5 783        | 44,35        |
|                | Divers                | Divers                     | 7            | 0,05         |
|                |                       |                            |              |              |
| Inscrits       | Inscrits              | Inscrits                   | 16 044       | 100,00       |
| Votants        | Votants               | Votants                    | 13 068       | 81,45        |
| Abstention     | Abstention            | Abstention                 | 2 976        | 18,55        |
| Blancs et nuls | Blancs et nuls        | Blancs et nuls             | 28           | 0,21         |
| Exprimés       | Exprimés              | Exprimés                   | 13 040       | 99,79        |

### Arrondissement de Vire
| Candidats      | Candidats       | Étiquette,                 | Premier tour | Premier tour |
| Candidats      | Candidats       | Étiquette,                 | Voix         | %            |
| -------------- | --------------- | -------------------------- | ------------ | ------------ |
|                | Jules Delafosse | Bonapartiste               | 8 502        | 50,30        |
|                | Arsène Picard   | Républicains conservateurs | 8 391        | 49,64        |
|                | Divers          | Divers                     | 11           | 0,07         |
|                |                 |                            |              |              |
| Inscrits       | Inscrits        | Inscrits                   | 20 980       | 100,00       |
| Votants        | Votants         | Votants                    | 16 942       | 80,75        |
| Abstention     | Abstention      | Abstention                 | 4 038        | 19,25        |
| Blancs et nuls | Blancs et nuls  | Blancs et nuls             | 38           | 0,22         |
| Exprimés       | Exprimés        | Exprimés                   | 16 904       | 99,88        |

L'élection est invalidée par la Chambre le 13 mai 1878. Une élection partielle a lieu.